# Flaxcombe
 (décembre 2021).
Flaxcombe est une communauté située dans la province de la Saskatchewan, dans le sud-ouest.